# 吊人岩的野餐
《吊人岩的野餐》（英語：Picnic at Hanging Rock）是1975年由彼得·威尔执导的澳大利亚推理片，改编自琼·林赛1967年的同名小说。克里夫·格林将小说改编成了电影剧本。影片主演有蕾切尔·罗伯茨、多米尼克·加德、海伦·莫尔斯、薇薇安·格雷和賈姬·威佛。电影讲述了1900年情人节，几名女学生和老师在維多利亞州吊人岩野餐时离奇失踪，以及这一事件对当地社区造成的后续影响。  
《吊人岩的野餐》在商业和评论上都取得了成功，帮助当时新兴的澳大利亚新浪潮电影获得了国际关注。它被广泛认为是新浪潮中最具标志性和代表性的电影之一。在1996年，维多利亚州电影百年委员会和澳洲國家影片與聲音檔案館（NFSA）进行的一项民意调查中，该片被评为史上最伟大的澳大利亚电影。
2025年，这部电影经过修复后重新上映。在彼得·威尔的监督下，The Grainery（美国）和Fixafilm（波兰）对原始的35毫米底片（来自澳洲國家影片與聲音檔案館）进行了全新的4K扫描。与电影重新上映的同时，Text Publishing出版了布伦达·尼亚尔为琼·林赛撰写的传记。这本传记描述了林赛在学校的经历，这在她关于吊人岩的悬案中显而易见，也描述了这一事件在当地的意义以及对原住民的共鸣。尼亚尔既探讨了林赛的小说，也讨论了她后来对这部电影创作的贡献。

## 剧情
在1900年的情人节，澳大利亚维多利亚州的一所女子私立学校——阿普尔亚德学院的学生们，在格蕾塔·麦克劳老师和德·普瓦捷小姐的带领下，前往吊人岩野餐。来自孤儿院、性格安静的莎拉因为一直思念着哥哥伯蒂，被迫留在了学校。和她一起留在学校的还有勒姆利老师以及严厉的校长阿普尔亚德夫人。
在吊人岩，学生们安顿下来野餐；两位老师都因为时间而感到担忧，因为她们仅有的两块手表都在中午12点整停了。米兰达、玛丽安、艾尔玛和伊迪丝请求允许去探索这个地区。在前往吊人岩的路上，她们被年轻的英国人迈克尔·菲茨休伯特和他的澳大利亚朋友阿尔伯特·克伦德尔看到。女孩们开始攀爬，在一种奇怪力量的影响下睡着了。当她们醒来时，米兰达、玛丽安和艾尔玛进入了一种恍惚状态，走进了一条裂缝。伊迪丝感到不安，看着她们离开后，尖叫着独自跑了回去。
德·普瓦捷小姐和剩下的学生们比预期晚了好几个小时才回到阿普尔亚德学院，她们没有找到米兰达、玛丽安或艾尔玛，并报告说麦克劳老师也失踪了。警方被召来，第二天进行了搜寻，但没有成功。伊迪丝的描述语无伦次，她只记得自己看到了一团奇怪的红色云朵，以及麦克劳老师没有穿裙子就跑向了吊人岩。
迈克尔在梦见女孩们的失踪后，在阿尔伯特的帮助下返回吊人岩寻找她们。他在吊人岩过夜，第二天在一道裂缝中发现了不省人事的艾尔玛，她赤着脚，没有穿紧身胸衣和长袜。迈克尔跌跌撞撞地走出吊人岩后昏倒了。阿尔伯特因迈克尔彻夜未归而感到担忧，于是带着警察返回，发现了昏迷的迈克尔。当迈克尔被抬上马车时，他将艾尔玛的一块破旧的裙子碎片递给了阿尔伯特。阿尔伯特回到吊人岩找到了艾尔玛。她对发生的事情没有任何记忆，也无法解释其他人的命运。
失踪事件引起了轩然大波，导致学生们纷纷退学。媒体的关注开始介入，当地人猜测这与性动机、强奸和谋杀有关。迈克尔的梦境仍在继续，米兰达在梦中以一只白天鹅的形象出现。随着学校声誉和财政状况恶化，阿普尔亚德夫人告诉莎拉，她的监护人已经几个月没有联系学院，学费也没有支付。她告诉莎拉，她不能再参加课外课程。莎拉大部分时间都躺在床上，为米兰达的失踪而悲伤。
艾尔玛身体已经康复，但仍然对那件事没有任何记忆，她将被送回欧洲与父母团聚。她在一次舞蹈课上回到学院，向其他学生们道别，却被一些同学尖叫着指责，她们认为艾尔玛应对此负责。艾尔玛哭着离开后，德·普瓦捷小姐发现勒姆利小姐以改善姿势为由，将莎拉绑在墙上。
在复活节假期前的晚上，阿普尔亚德夫人告诉莎拉，由于她的学费仍未支付，她必须返回孤儿院。阿普尔亚德夫人谎称莎拉的监护人已经来接她了，避开了德·普瓦捷小姐关于莎拉下学期是否会回来的询问。
阿尔伯特向迈克尔讲述了一个生动的梦，梦中他的妹妹莎拉来找他：“‘再见了，伯蒂，’她说，‘我走了很远的路才来看你，现在我必须走了。’然后她就走了。”莎拉的尸体被发现，她从学校建筑的高处坠落，掉进了一个相邻的温室。园丁冲到阿普尔亚德夫人的办公室报告这个悲剧，发现她正平静地坐在办公桌前，穿着丧服。画外音报道称，阿普尔亚德夫人因学校倒闭，并被失踪和随后的事件所困扰，被发现死在吊人岩脚下，大概是在攀爬时坠落的。
伴随着野餐当天的闪回，画外音说道，米兰达、玛丽安和麦克劳老师的失踪仍然是一个悬而未决的谜团，继续困扰着当地社区。

## 演员
- 蕾切尔·罗伯茨 饰 阿普尔亚德夫人
- 多米尼克·加德 饰 迈克尔·菲茨休伯特
- 海伦·莫尔斯 饰 德·普瓦捷小姐
- 賈姬·威佛 饰 玛妮
- 安妮-路易丝·兰伯特 饰 米兰达·圣克莱尔
- 玛格丽特·尼尔森 饰 莎拉·韦伯恩
- 约翰·杰拉特 饰 阿尔伯特·克伦德尔
- 怀恩·罗伯茨 饰 班弗警官
- 伦·罗布森 饰 艾尔玛·利奥波德
- 克莉丝汀·舒勒 饰 伊迪丝·霍顿
- 简·瓦利斯 饰 玛丽安·奎德
- 薇薇安·格雷 饰 格蕾塔·麦克劳老师
- 马丁·沃恩 饰 本·赫西
- 柯斯蒂·查尔德 饰 勒姆利小姐
- 弗兰克·古内尔 饰 怀特海德先生
- 托尼·卢埃林-琼斯 饰 汤姆
- 约翰·费根 饰 麦肯齐医生
- 凯·泰勒 饰 班弗夫人
- 彼得·科林伍德 饰 菲茨休伯特上校
- 加里·麦克唐纳 饰 康斯特布尔·琼斯
- 奥尔加·迪基 饰 菲茨休伯特夫人
- 珍妮·洛维尔 饰 布兰奇

## 制作

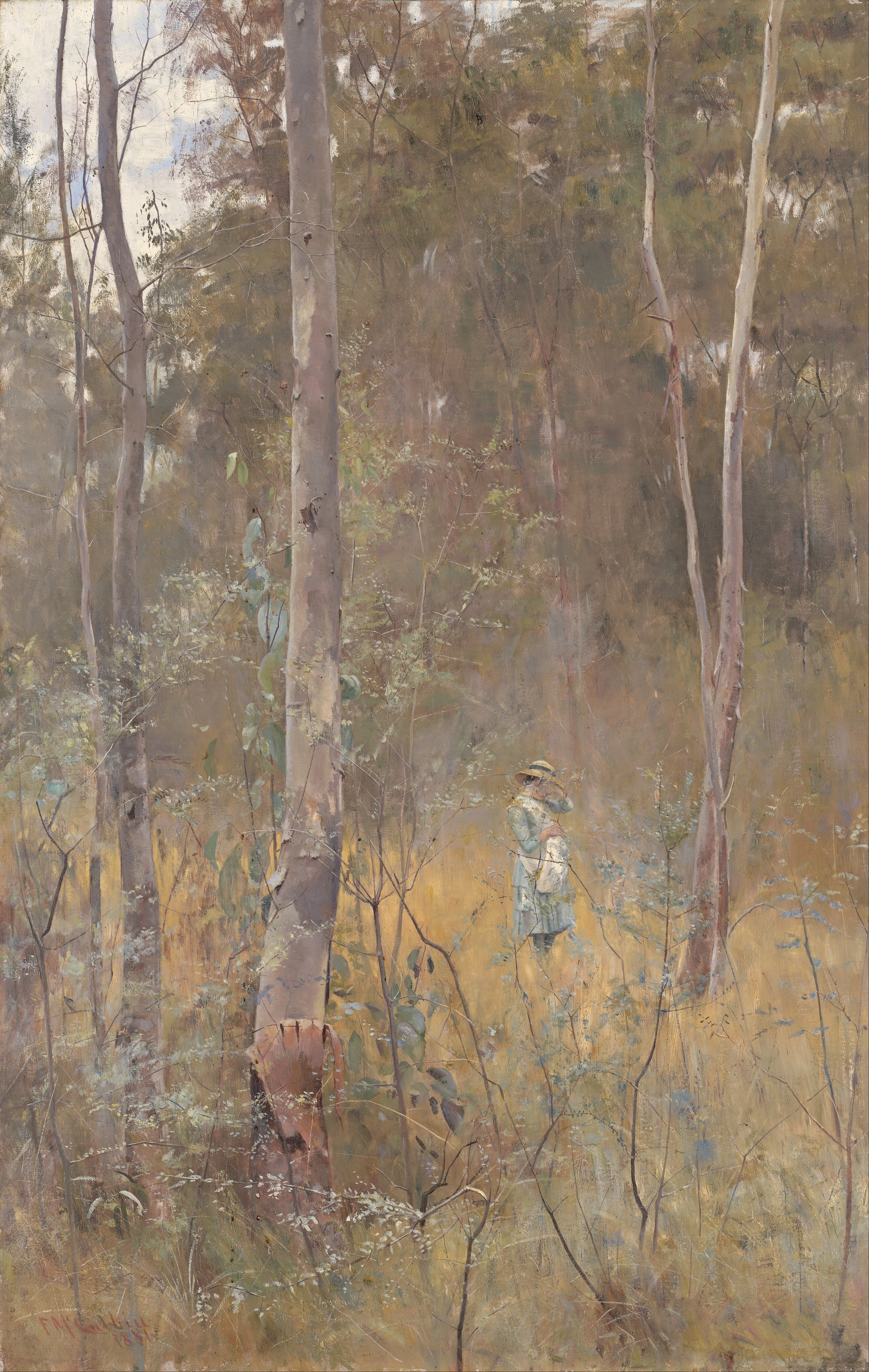
澳大利亚印象派的作品，例如弗雷德里克·麦克宾1886年的画作《迷失》，为电影的主题和视觉风格提供了灵感

小说于1967年出版。四年后，帕特里夏·洛弗尔（Patricia Lovell）读到这本书，认为它能拍成一部很棒的电影。她最初没有想过自己来担任制片人，直到菲利普·亚当斯（Phillip Adams）建议她尝试。她于1973年以100元的价格，获得了三个月的电影改编选择权（即这段时间内改编权不能再被第三方购买）。她看过彼得·威尔的电影《Homesdale》后聘请他担任导演，威尔又邀请了哈尔和吉姆·麦克尔罗伊（Hal and Jim McElroy）来协助制作。
编剧大卫·威廉姆森（David Williamson）最初被选中来改编电影，但他没有空，于是推荐了著名的电视编剧克里夫·格林（Cliff Green）。琼·林赛对改编人选有最终决定权，她将这个任务交给了格林。洛弗尔说格林的第一稿“非常出色”。
最终预算为44万澳元，资金来自澳大利亚电影发展公司（Australian Film Development Corporation）、英帝国电影公司（British Empire Films）和南澳影业公司。其中有3000澳元来自私人投资者。

### 拍摄

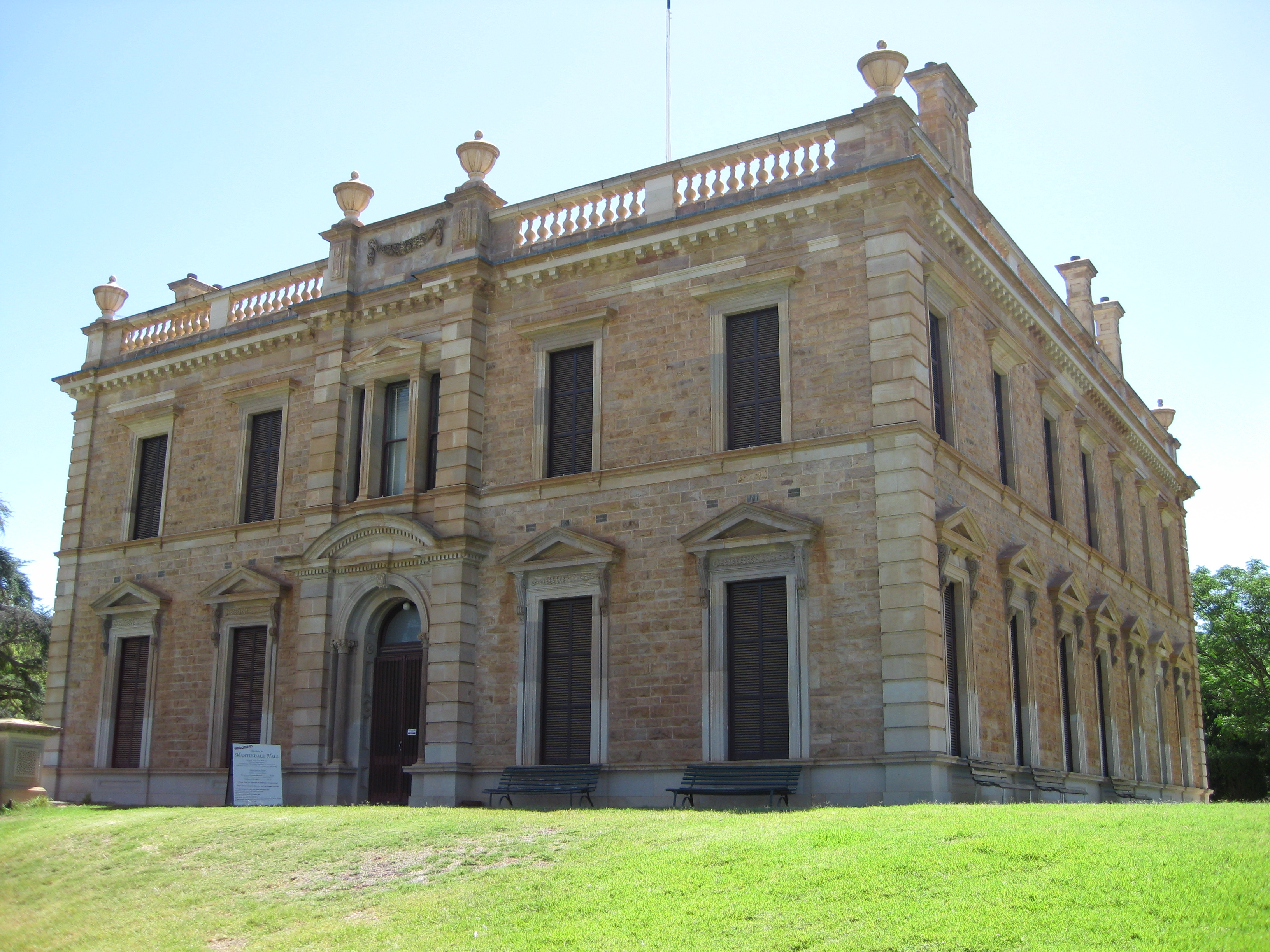
马丁代尔庄园（位于南澳大利亚州的明塔罗附近）是电影中阿普尔亚德学院的取景地

电影于1975年2月开拍，主要拍摄工作持续了六周。取景地有维多利亚州的吊人岩、南澳大利亚农村明塔罗附近的马丁代尔庄园（Martindale Hall），以及位于阿德莱德的南澳影业公司的摄影棚。
影片的场面调度和摄影受到海德堡畫派作品的强烈影响，这一画派的澳大利亚印象派画家活跃于19世纪80年代和90年代的维多利亚州。海德堡画派的领军人物弗雷德里克·麦克宾（Frederick McCubbin）也曾在马西登山岭居住，经常以此地为主题进行绘画，而这里正是《吊人岩的野餐》的故事背景和拍摄地点。为了让电影呈现出印象派绘画的质感，导演威尔和摄影指导拉塞尔·博伊德（Russell Boyd）从英国摄影师兼电影导演大卫·汉密尔顿（David Hamilton）的作品中获得灵感，汉密尔顿曾用不同类型的面纱覆盖在相机镜头上，以产生柔和、模糊的影像。博伊德在镜头上覆盖各种厚度的简单婚纱面料，创造了许多场景中空灵、梦幻般的效果。电影由马克斯·莱蒙剪辑。

威尔回忆说，电影刚开始拍摄时，许多演员和工作人员都抱着一种幽默、玩笑的心态，但当在吊人岩的实地拍摄开始后，气氛就变了：
那个地方就是有某种令人压抑和沮丧的东西。我们在那里的拍摄期间绝对没有发生任何不寻常的事情，但每个人都很紧张，我们最终都很庆幸能离开那里。

### 选角
威尔最初让英格丽德·梅森饰演米兰达，但在排练几周后，他意识到“行不通”，于是启用了安妮-路易丝·兰伯特。在制片人帕特里夏·洛弗尔的说服下，梅森留下来扮演了小角色罗莎蒙德。阿普尔亚德夫人一角原本由薇薇安·默切特（Vivien Merchant）饰演；但默切特生病了，蕾切尔·罗伯茨在短时间内被选中。一些女学生的台词由专业的配音演员秘密配音，因为威尔选择年轻女演员时看重的是她们天真的外表而非演技。这些配音演员没有署名，但在三十多年后，女演员芭芭拉·卢埃林（Barbara Llewellyn）透露，她为伊迪丝（克里斯汀·舒勒，现名克里斯汀·劳伦斯）的所有台词都提供了配音。

### 音乐
电影的主题音乐源自两首传统的罗马尼亚排簫曲：“Doina: Sus Pe Culmea Dealului”和“Doina Lui Petru Unc”，由罗马尼亚的格奧爾基·詹斐爾演奏排箫（或排笛），瑞士出生的马塞尔·塞利耶（Marcel Cellier）演奏风琴。澳大利亚作曲家布鲁斯·斯米顿（Bruce Smeaton）也为电影创作了几首原创作品（“The Ascent Music”和“The Rock”）。
其他古典乐的加入有：简诺·扬多演奏的巴赫《平均律键盘曲集》中C大调第一号前奏曲；莫扎特《弦乐小夜曲》中的浪漫曲乐章；柴可夫斯基《第一弦乐四重奏，Op. 11》中的如歌的行板乐章；以及伊斯特万·安塔尔与匈牙利国家交响乐团演奏的贝多芬《第五号“皇帝”钢琴协奏曲》中的Adagio un poco mosso（稍慢的柔板）。片中还出现了传统的英国歌曲《天佑女王》和《哈勒城的男人》。
目前市面上没有官方的原声带。1976年，CBS发行了一张名为“A Theme from Picnic at Hanging Rock”的黑胶唱片，其中收录了同名曲目和“Miranda's Theme”。Nolan-Buddle Quartet于1976年发行了一张名为“Picnic at Hanging Rock”主题曲的7吋单曲。这首歌在澳大利亚单曲排行榜上最高排名第15位。
法国Festival Records发行了一张名为“Flute de Pan et Orgue (Music from Picnic at Hanging Rock)”的专辑。

## 影院上映
该片于1975年8月8日在阿德莱德的欣德利电影院综合大楼首映。影片受到了观众和评论家的一致好评。到1978年，它在澳大利亚影院的票房已超过300万澳元。最终，它在澳大利亚的票房总收入达到$5,120,000，这相当于2018年的$36,442,353。
1998年，威尔为了重新上映，从影片中剪掉了七分钟的内容，制作了一个更短的107分钟导演剪辑版。

## 荣誉
| 颁奖典礼               | 奖项         | 获奖者/被提名者        | 结果 |
| ---------------------- | ------------ | ---------------------- | ---- |
| 澳大利亞影視藝術學院獎 | 最佳電影     | 哈尔和吉姆·麦克尔罗伊  | 提名 |
| 澳大利亞影視藝術學院獎 | 最佳导演     | 彼得·威尔              | 提名 |
| 澳大利亞影視藝術學院獎 | 最佳女主角   | 海伦·莫尔斯            | 提名 |
| 澳大利亞影視藝術學院獎 | 最佳男配角   | 托尼·卢埃林-琼斯       | 提名 |
| 澳大利亞影視藝術學院獎 | 最佳剧本     | 克里夫·格林            | 提名 |
| 英国电影学院奖         | 最佳摄影     | 拉塞尔·博伊德          | 獲獎 |
| 英国电影学院奖         | 最佳服装设计 | 朱迪丝·多斯曼          | 提名 |
| 英国电影学院奖         | 最佳音效     | 格雷格·贝尔和丹·康奈利 | 提名 |
| 英国电影摄影师协会     | 最佳摄影     | 拉塞尔·博伊德          | 提名 |
| 土星獎                 | 最佳编剧     | 克里夫·格林            | 提名 |
| 土星獎                 | 最佳摄影     | 拉塞尔·博伊德          | 榮譽 |

## 影响
在1996年由维多利亚州电影百年委员会和澳洲國家影片與聲音檔案館（NFSA）组织的一项民意调查中，《吊人岩的野餐》被澳大利亚电影协会成员、行业协会和工会成员、影评人、学者、媒体教师以及NFSA的Kookaburra Card会员投票选为史上最伟大的澳大利亚电影。
这部电影也持续激励着许多后来的艺术家，他们既从电影的主题中汲取灵感，也欣赏其独特的视觉风格。
导演蘇菲亞·柯波拉在她的作品《死亡日记》和《凡爾賽拜金女》中大量借鉴了《吊人岩的野餐》。这两部电影，和《吊人岩的野餐》一样，都广泛探讨了死亡与女性气质的主题，以及青少年对爱情和性别的认知。
美国电视编剧戴蒙·林道夫表示，这部电影对他的电视剧《末世餘生》第二季产生了影响。